# نفرو رع
نفرو رع، هي الابنة الأولى للملكة حتشبسوت والملك تحتمس الثاني، واخت حتشبسوت ميريت رع. كانت تتمتع بحماية الملكة حتشبسوت وسننموت، رئيس الأعمال العامة. وقد توفيت غالبا في العام الحادي عشر من حكم أمها.

## رعايتها
أوكلت حتشبسوت مسؤولية رعاية ابنتها نفرو رع إلى سننموت حيث كان المربى الخاص بها والمتولى شئون إدارة أملاكها. وقد توفيت نفرو رع في العام الحادي عشر لحكم والدتها.

## اقرأ أيضا
- حتشبسوت
- تحتمس الثاني
- سننموت